# Bioréacteur

Principe du bioréacteur

Un bioréacteur, appelé également fermenteur ou propagateur, est un appareil dans lequel on multiplie des micro-organismes (levures, bactéries, champignons microscopiques, algues, cellules animales et végétales) pour la production de biomasse (écologie), ou pour la production d'un métabolite ou encore la bioconversion d'une molécule d'intérêt.
Dans les années 1800, Pasteur, Kutzing, Schwann, et Cagniard-Latour ont démontré que la fermentation était causée par des levures, qui sont des organismes vivants (Hochfeld, 2006).
Le terme « fermentation » prend en compte aussi bien le métabolisme aérobique qu’anaérobique. Elle consiste à multiplier la biomasse de microorganismes vivants, et éventuellement à utiliser son métabolisme.
Contrairement aux systèmes plus simples utilisés pour faire pousser des micro-organismes, comme les fioles, le bioréacteur permet de contrôler les conditions de culture (température, pH, aération, etc.), et de ce fait, il permet de récolter des informations de plus grande fiabilité.

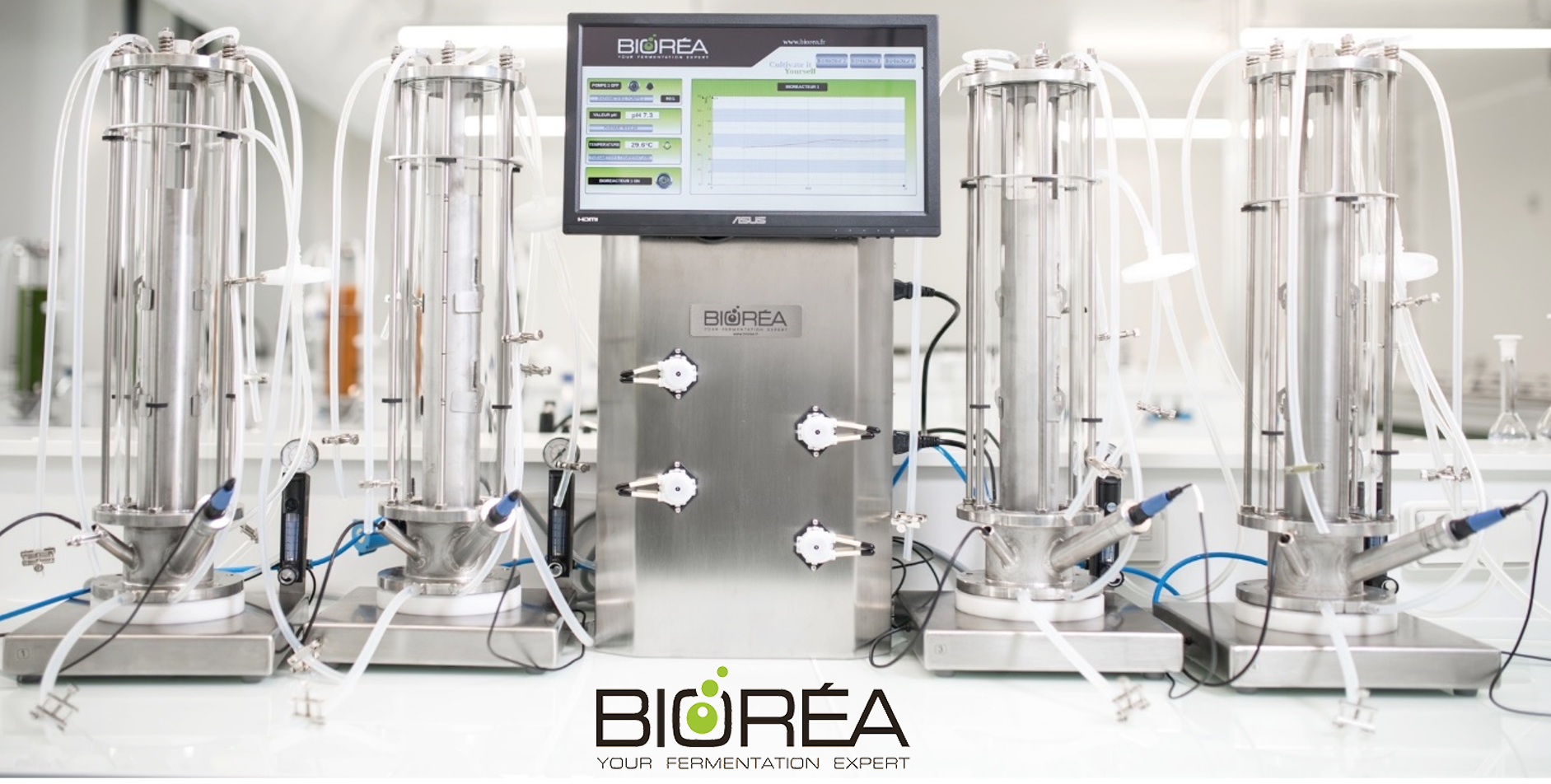
Bioréacteur de paillasse pour la culture de micro-organismes

Les modèles de laboratoire vont de 0,1 à 15 litres. Les modèles employés pour les tests en vue de l'industrialisation (appelés "pilotes") vont de 20 à 1 000 litres, alors que ceux destinés à la production industrielle peuvent dépasser les 1 000 m3 (cas de la production d'éthanol).
Des modèles de bioréacteurs jetables existent sur le marché depuis 1995, utilisés principalement pour des volumes allant du millilitre à quelques centaines de litres.
En ingénierie tissulaire, le terme de bioréacteur peut designer un système permettant la culture de tissu. Le but n'est pas ici de produire des métabolites mais bien un tissu complet composé de cellules et de la matrice extracellulaire.

## Description
Un bioréacteur comporte :

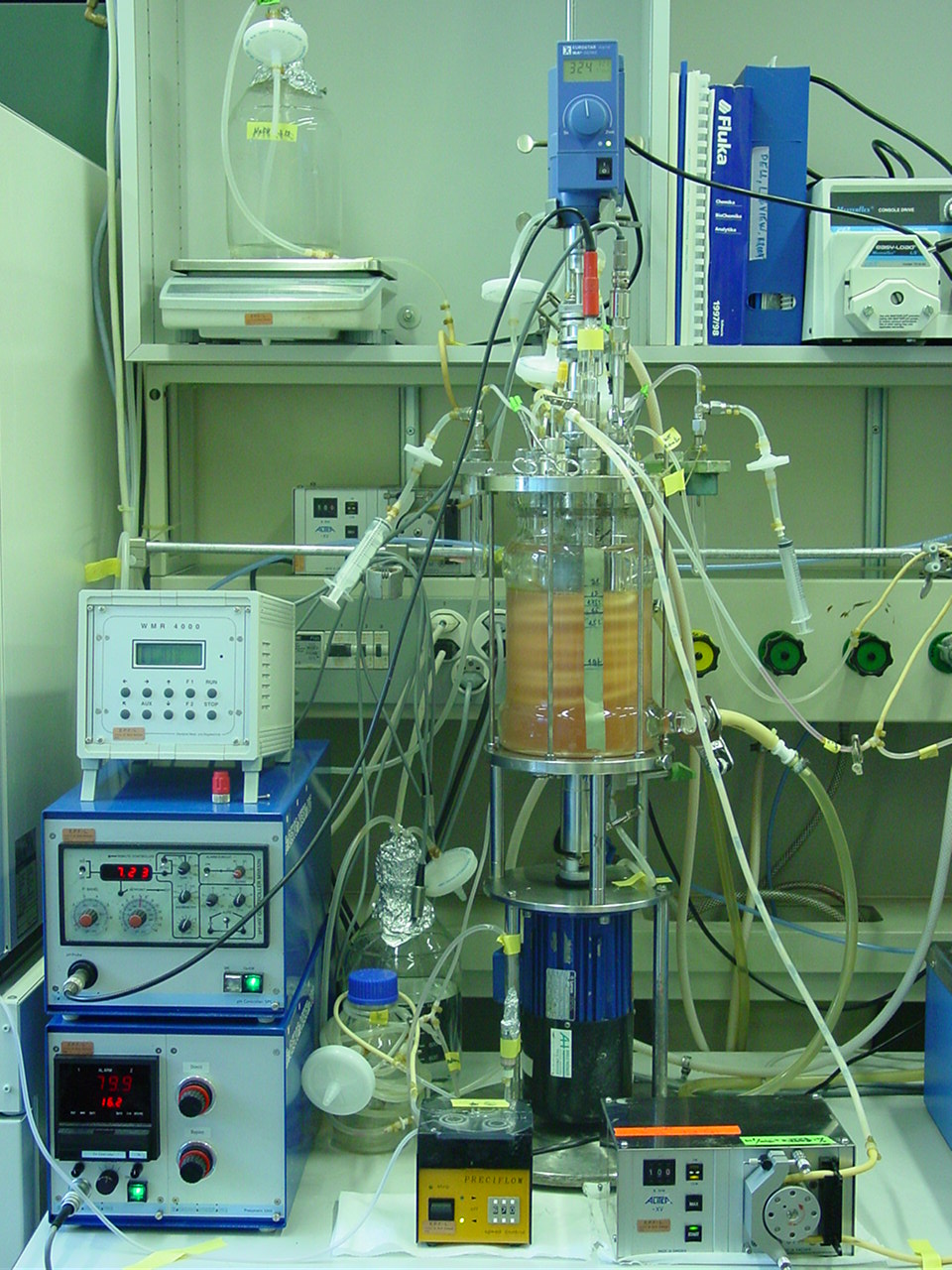
Fig. 1: Culture de cellules mammifères effectuée dans un bioréacteur de laboratoire (2 litres). Les pompes péristaltiques visibles en bas servent à l'alimentation en milieu de culture ainsi qu'à l'addition de base pour le contrôle du pH. Les boîtiers à gauche servent à l'acquisition en ligne des signaux.

- Une cuve ou enceinte en verre (pour les modèles de laboratoire) ou en acier inoxydable
- Un bouchon si nécessaire pour ne pas laisser passer l'air du milieu intérieur et celui du milieu extérieur
- Une seringue avec cathéter pour injecter une solution
- Un système d'agitation comportant une ou plusieurs turbines selon leur taille
- Des capteurs pour la mesure de la température (thermomètre), du pH (pH-mètre), de la concentration en oxygène dissous (sonde oxymétrique), du niveau…
- Un système de contrôle-commande géré par ordinateur permettant d'enregistrer et piloter tous les paramètres de fonctionnement

Les bioréacteurs permettent la fabrication de nombreux produits :
- bière, yaourts, additifs alimentaires
- vaccins, antibiotiques, anticorps, vitamines, acides aminés

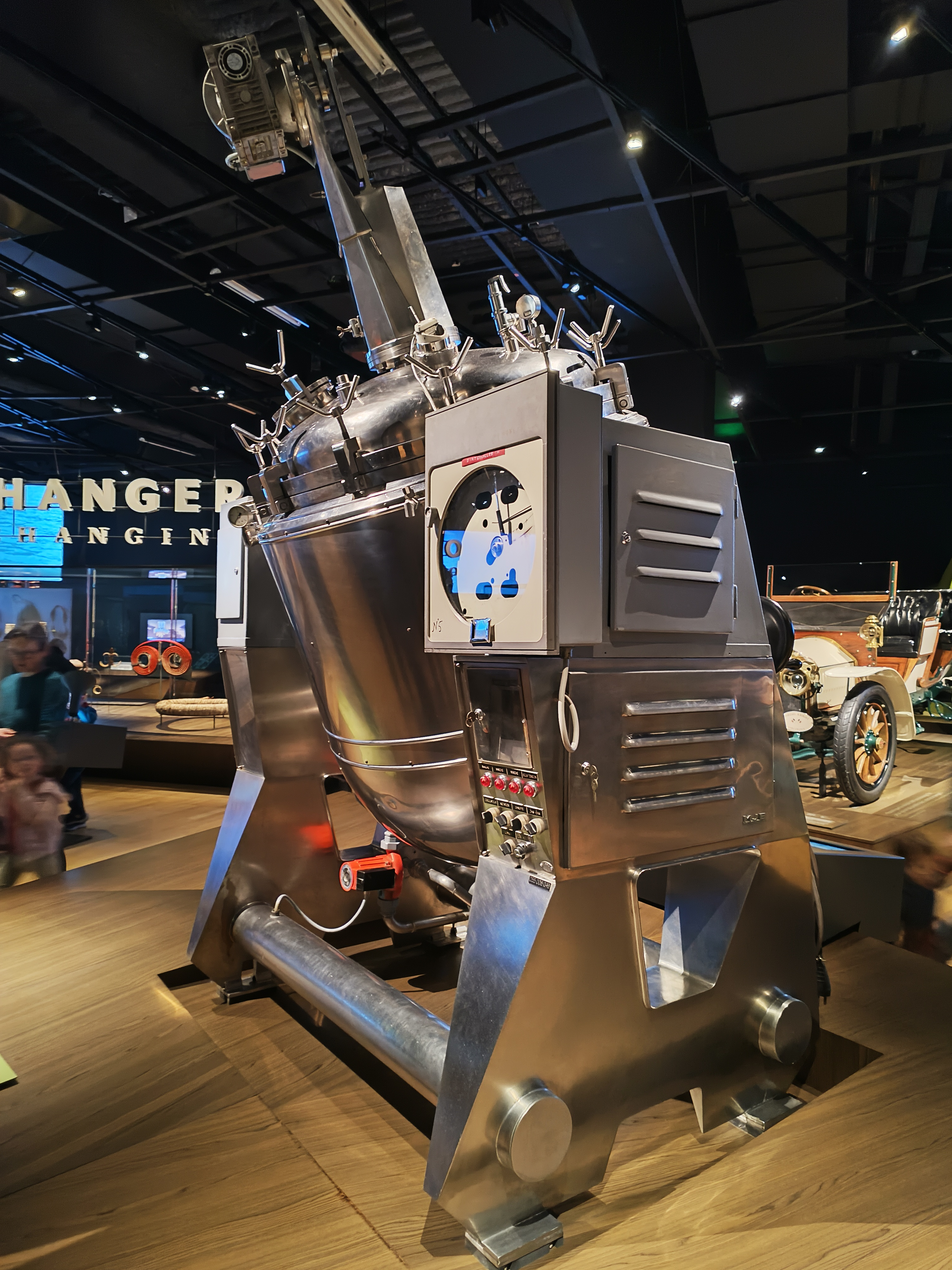
Fermenteur Frenkel pour la fabrication de vaccins contre la fièvre aphteuse

Un fermenteur est construit en général sur le modèle d'un bioréacteur sans toutefois de système d'aération.
Dans le domaine de la biotechnologie, le terme de fermenteur est parfois utilisé sans aucune distinction par rapport à celui de bioréacteur. Il permet de différencier le type de culture (bactérie, levure pour fermenteur et cellules animales pour bioréacteur).
Les bioréacteurs sont en général construits sur les mêmes modèles que les réacteurs chimiques.

## Mode de conduite des bioréacteurs
Il existe différents modes de conduite pour alimenter et soutirer du milieu de culture aux bioréacteurs, aussi bien traditionnels que jetables.
Tous ces modes peuvent être utilisés selon le type de bioréacteur jetable.

### Mode d’alimentation par batch
La cuve est remplie par le milieu de culture stérilisé, puis l’inoculum. La fermentation se déroule ensuite sans addition supplémentaire de milieu. Le volume reste constant et la productivité est relativement faible.
En fin de fermentation, le fermenteur est vidé et son contenu est remplacé (Carmaux, 2008).

### Mode d’alimentation par fed batch
La croissance démarre plus vite étant donné que le volume de culture peut être réduit. La concentration obtenue peut alors être plus élevée qu’en mode batch.
Quand la croissance est en phase stationnaire, du milieu de culture stérile est ajouté. Le volume dans la cuve augmente alors au cours du temps.
Le débit est réglé de façon que la concentration en substrat soit constante dans la cuve et que l’effet de dilution ne soit pas inhibiteur de la production de biomasse.
Lorsque la cuve est remplie, l’alimentation est coupée : la conduite est alors en mode discontinu.
Le fed batch permet en pratique un gain de temps, une augmentation de productivité et une possibilité de modification du milieu en cours de culture (Carmaux, 2008). Mais le risque de contamination est élevé (Eibl et Eibl, 2009).

### Mode d’alimentation continu

#### Continu infiniment mélangé
L’ajout de milieu stérile et le soutirage commencent quand les cellules entrent en phase stationnaire de croissance. La suspension est homogène en tout point de la cuve.
L’alimentation et le soutirage se fait au même débit lorsqu’une certaine concentration cellulaire est atteinte dans la cuve.
Il n’est pas nécessaire en théorie de vider la cuve. Cependant, des mutations et des contaminations obligent leur vidange.
La productivité est beaucoup plus importante qu’en mode discontinu (Carmaux, 2008).

#### Gradient de concentration
La fermentation se déroule dans un réacteur tubulaire, dans lequel le milieu de culture se déplace en même temps que la fermentation se déroule. Chaque unité de volume correspond à une phase d’avancement de la réaction (Carmaux, 2008).

#### Recyclage de la biomasse
Le milieu de culture est prélevé appauvri en cellules. Ces dernières ne sont pas prélevées et restent à l’intérieur du fermenteur. Ce système est également appelé perfusion avec recyclage des cellules (Carmaux, 2008).
Le principe de perfusion peut être utilisé pour des volumes effectifs de milieu allant de 25 à 500 L sans avoir d'effet négatif sur la croissance cellulaire ou la production de protéines.
Le système de perfusion donne la possibilité de cultiver des cellules spécifiques à un patient avec une forte densité. Cette technologie est déjà utilisée pour la production de glycoprotéines, de virus et de vaccins (Brecht, 2010).

#### Bioréacteur à membranes
Ce procédé est appliqué à grande échelle principalement pour le traitement des eaux usées (Guo-min et al., 2004 ; Aileen et Albert, 2007 ; Stricot, M., 2008 ; Barrios-Martinez, A., 2006).